# Batis ituriensis
Bátis-do-ituri ou bátis-de-ituri (Batis ituriensis) é uma espécie de ave da família Platysteiridae.
Pode ser encontrada nos seguintes países: República Democrática do Congo e Uganda.
Os seus habitats naturais são: florestas subtropicais ou tropicais húmidas de baixa altitude.